# Weki Meki
Weki Meki (кор. 위키미키; скорочено WEME або WKMK) — південнокорейський жіночий гурт, сформований компанією Fantagio у 2017 році. Складається з восьми учасниць: Суйон, Еллі, Ючон, Дойон, Сей, Луа, Ріна, Лусі.

## Учасниці
| Сценічний псевдонім | Сценічний псевдонім | Сценічний псевдонім | Справжнє ім'я | Справжнє ім'я | Справжнє ім'я | Дата народження              | Позиція у гурті                                  |
| Українською         | Латиницею           | Хангилем            | Українською   | Латиницею     | Хангилем      | Дата народження              | Позиція у гурті                                  |
| ------------------- | ------------------- | ------------------- | ------------- | ------------- | ------------- | ---------------------------- | ------------------------------------------------ |
| Суйон               | Suyeon              | 수연                | Джі Су Йон    | Ji Su Yeon    | 지수연        | 20 квітня 1997 (27 років)    | Лідерка, головна вокалістка                      |
| Еллі                | Elly                | 엘리                | Чон Хе Рім    | Jung Hae Rim  | 정해림        | 20 липня 1998 (26 років)     | Вокалістка                                       |
| Ючон                | Yoojung             | 유정                | Чхве Ю Чон    | Choi Yoo Jung | 최유정        | 12 листопада 1999 (25 років) | Головна реперка, головна танцюристка, вокалістка |
| Дойон               | Doyeon              | 도연                | Кім До Йон    | Kim Do Yeon   | 김도연        | 4 грудня 1999 (25 років)     | Танцюристка, вокалістка                          |
| Сей                 | Sei                 | 세이                | Лі Со Чон     | Lee Seo Jeong | 이서정        | 7 січня 2000 (25 років)      | Вокалістка, реперка                              |
| Луа                 | Lua                 | 루아                | Кім Су Кьон   | Kim Soo Kyung | 김수경        | 6 жовтня 2000 (24 роки)      | Головна танцюристка, вокалістка, реперка         |
| Ріна                | Rina                | 리나                | Кан Со Ин     | Kang So Eun   | 강소은        | 27 вересня 2001 (23 роки)    | Танцюристка, вокалістка, реперка                 |
| Лусі                | Lucy                | 루시                | Но Хьо Чон    | Noh Hyo Jung  | 노효정        | 31 серпня 2002 (22 роки)     | Головна танцюристка, реперка, вокалістка         |

## Дискографія

### Мініальбоми
| Назва                                                                            | Деталі                                                                                  | Пікові позиції у чартах | Пікові позиції у чартах | Продажі                                  |
| Назва                                                                            | Деталі                                                                                  | KOR                     | JPN                     | Продажі                                  |
| -------------------------------------------------------------------------------- | --------------------------------------------------------------------------------------- | ----------------------- | ----------------------- | ---------------------------------------- |
| Weme                                                                             | - Реліз: 8 серпня 2017 - Лейбл: Fantagio Music - Формат: CD, цифрове завантаження       | 7                       | —                       | - Південна Корея: 49,476                 |
| Lucky                                                                            | - Реліз: 21 лютого 2018 - Лейбл: Fantagio Music - Формат: CD, цифрове завантаження, SMC | 2                       | 36                      | - Південна Корея: 34,395 - Японія: 2,225 |
| Hide and Seek                                                                    | - Реліз: 18 червня 2020 - Лейбл: Fantagio Music - Формат: CD, цифрове завантаження      | 13                      | —                       | - Південна Корея: 16,848                 |
| New Rules                                                                        | - Реліз: 8 жовтня 2020 - Лейбл: Fantagio Music - Формат: CD, digital download           | 13                      | —                       | - Південна Корея: 12,207                 |
| I Am Me.                                                                         | - Реліз: 18 листопада 2021 - Лейбл: Fantagio Music - Формат: CD, digital download       | 12                      | —                       | - Південна Корея: 17,366                 |
| «—» релізи, що не потрапили у чарти або не були випущені у відповідних регіонах. |                                                                                         |                         |                         |                                          |

### Сингл-альбоми
| Назва                                                                            | Деталі                                                                             | Пікові позиції у чартах | Пікові позиції у чартах | Продажі                  |
| Назва                                                                            | Деталі                                                                             | KOR                     | JPN                     | Продажі                  |
| -------------------------------------------------------------------------------- | ---------------------------------------------------------------------------------- | ----------------------- | ----------------------- | ------------------------ |
| Kiss, Kicks                                                                      | - Реліз: 11 жовтня 2018 - Лейбл: Fantagio Music - Формат: CD, цифрове завантаження | 5                       | —                       | - Південна Корея: 22,281 |
| Lock End LOL                                                                     | - Реліз: 14 травня 2019 - Лейбл: Fantagio Music - Формат: CD, цифрове завантаження | 6                       | 91                      | - Південна Корея: 20,051 |
| «—» релізи, що не потрапили у чарти або не були випущені у відповідних регіонах. |                                                                                    |                         |                         |                          |

### Збірки
| Назва        | Деталі                                                                            | Пікові позиції у чартах | Продажі                 |
| Назва        | Деталі                                                                            | KOR                     | Продажі                 |
| ------------ | --------------------------------------------------------------------------------- | ----------------------- | ----------------------- |
| Week End LOL | - Реліз: 8 серпня 2019 - Лейбл: Fantagio Music - Формат: CD, цифрове завантаження | 7                       | - Південна Корея: 9,149 |

### Сингли
| Назва                                                                            | Рік  | Пікові позиції у чартах | Пікові позиції у чартах | Продажі                  | Альбом        |
| Назва                                                                            | Рік  | KOR Circle              | US World                | Продажі                  | Альбом        |
| -------------------------------------------------------------------------------- | ---- | ----------------------- | ----------------------- | ------------------------ | ------------- |
| «I Don't Like Your Girlfriend»                                                   | 2017 | 95                      | —                       | - Південна Корея: 21,447 | Weme          |
| «La La La»                                                                       | 2018 | —                       | —                       | Н/Д                      | Lucky         |
| «Crush»                                                                          | 2018 | —                       | 14                      | Н/Д                      | Kiss, Kicks   |
| «All I Want» with Hello Venus & Astro                                            | 2018 | —                       | —                       | Н/Д                      | FM201.8       |
| «Picky Picky»                                                                    | 2019 | —                       | —                       | Н/Д                      | Lock End LOL  |
| «Tiki Taka (99 %)»                                                               | 2019 | —                       | —                       | Н/Д                      | Week End LOL  |
| «Dazzle Dazzle»                                                                  | 2020 | —                       | —                       | Н/Д                      | Hide and Seek |
| «Oopsy»                                                                          | 2020 | —                       | —                       | Н/Д                      | Hide and Seek |
| «Cool»                                                                           | 2020 | —                       | 25                      | Н/Д                      | New Rules     |
| «Siesta»                                                                         | 2021 | —                       | —                       | Н/Д                      | I Am Me.      |
| «—» релізи, що не потрапили у чарти або не були випущені у відповідних регіонах. |      |                         |                         |                          |               |

### Промо-сингли
| Назва                                                                | Рік  | Альбом            |
| -------------------------------------------------------------------- | ---- | ----------------- |
| «Butterfly»                                                          | 2018 | Lucky             |
| «The Girls Running on the Sanmagiyet-gil» (산막이옛길을 달리는 소녀) | 2020 | Сингл без альбому |

### Збірки
| Назва                                  | Рік  | Альбомum    |
| -------------------------------------- | ---- | ----------- |
| «All I Want» (with Astro, Hello Venus) | 2018 | FM2018_12Hz |

### Саундтреки
| Назва                             | Рік  | Альбом                    |
| --------------------------------- | ---- | ------------------------- |
| «Love Diamond»                    | 2018 | Gangnam Beauty OST Part 1 |
| «A Rose Smile» (장미의 미소)      | 2018 | My Only One OST Part 7    |
| «Again and Again» (자꾸만)        | 2020 | Melo, Not Solo OST        |
| «Luv»                             | 2021 | Pumpkin Time OST          |
| «Between Us Two» (우리 둘 사이에) | 2022 | Miracle OST               |
| «Now or Never»                    | 2022 | Becoming Witch OST        |

### Збірки
| Назва                                      | Рік  | Альбом                                                  |
| ------------------------------------------ | ---- | ------------------------------------------------------- |
| «One More Time»                            | 2018 | Two You Project-Sugar Man 2 Part.12                     |
| «Sweety»                                   | 2018 | Immortal Songs: Singing the Legend (Let's Sing Spring)  |
| «Sunset Glow» (붉은 노을)                  | 2018 | tvN 300 x NC Fever Music 2018                           |
| «Shinsa-dong and the Man» (신사동 그 사람) | 2020 | Immortal Songs: Singing the Legend (Joo Hyun-mi Part 2) |
| «Stupid Love (6:00 pm)»                    | 2022 | Listen-Up Episode 4                                     |

## Відеографія

### Музичні кліпи
| Рік  | Назва                                                                | Режисер(и)                | Прим.  |
| ---- | -------------------------------------------------------------------- | ------------------------- | ------ |
| 2017 | «I Don't Like Your Girlfriend»                                       | Seo Hyun-seung (GIGANT)   | [ 26 ] |
| 2018 | «Butterfly»                                                          | Невідомий                 | [ 27 ] |
| 2018 | «La La La»                                                           | Seo Hyun-seung (GIGANT)   | [ 28 ] |
| 2018 | «Crush»                                                              | Hong Won Ki (Zanybros)    | [ 29 ] |
| 2019 | «Picky Picky»                                                        | Jimmy (VIA)               | [ 30 ] |
| 2019 | «Tiki Taka (99 %)»                                                   | Hong Won Ki (Zanybros)    | [ 31 ] |
| 2020 | «Dazzle Dazzle»                                                      | Kim Seung Hoon (IDIWORKS) | [ 32 ] |
| 2020 | «Oopsy»                                                              | Subin Kong (OVJ)          | [ 33 ] |
| 2020 | «Cool»                                                               | Choi Eun Hee (zo_oa)      | [ 34 ] |
| 2020 | «The Girls Running on the Sanmagiyet-gil» (산막이옛길을 달리는 소녀) | Невідомий                 | [ 35 ] |
| 2021 | «Siesta»                                                             | Невідомий                 | [ 36 ] |

## Фільмографія

### Реаліті-шоу
| Рік  | Назва                                   | Канал    | Епізоди |
| ---- | --------------------------------------- | -------- | ------- |
| 2018 | Weki Meki, What's Up?                   | Mohae    | 60      |
| 2022 | GGULlog.zam: Homecoming Party Weki Meki | Universe | 8       |

## Нотатки
1. ↑  Сингл «La La La» не потрапив у Gaon Digital Chart, але посів 97 місце у Download Chart[19].
2. ↑  Сингл «Picky Picky» не потрапив у Gaon Digital Chart, але посів 94 місце у Download Chart[20].
3. ↑  Сингл «Tiki Taka (99 %)» не потрапив у Gaon Digital Chart, але посів 191 місце у Download Chart[21].
4. ↑  Сингл «Dazzle Dazzle» не потрапив у Gaon Digital Chart, але посів 141 місце у Download Chart[22].
5. ↑  Сингл «Oopsy» не потрапив у Gaon Digital Chart, але посів 79 місце у Download Chart[23].
6. ↑  Сингл «Cool» не потрапив у Gaon Digital Chart, але посів 109 місце у Download Chart[24].
7. ↑  Сингл «Siesta» не потрапив у Gaon Digital Chart, але посів 31 місце у Download Chart[25].
8. ↑  Вказані як Weki Meki, але пісню виконують Суйон та Еллі
9. ↑  Вказані як Weki Meki, але пісню виконує Еллі
10. ↑  Вкзані як Weki Meki, але пісню виконують Ючон та Дойон
11. ↑  Вказані як Weki Meki, але пісню виконують Ючон та Дойон